# Saint-Pierre-la-Garenne
Saint-Pierre-la-Garenne là một xã của tỉnh Eure, thuộc vùng Normandie, miền bắc nước Pháp.